# Stenotarsus kurosai
Stenotarsus kurosai là một loài bọ cánh cứng trong họ Endomychidae. Loài này được Nakane miêu tả khoa học năm 1981.